# Zopheridae
Zopheridae je čeleď brouků, která byla v nedávné době posuzována jako dvě samostatné čeledi Monommatidae a Colydiidae, které jsou v současnosti posuzovány jako podčeledi. Celosvětově je v čeledi přes 100 rodů a stovky druhů.

### Externí odkazy

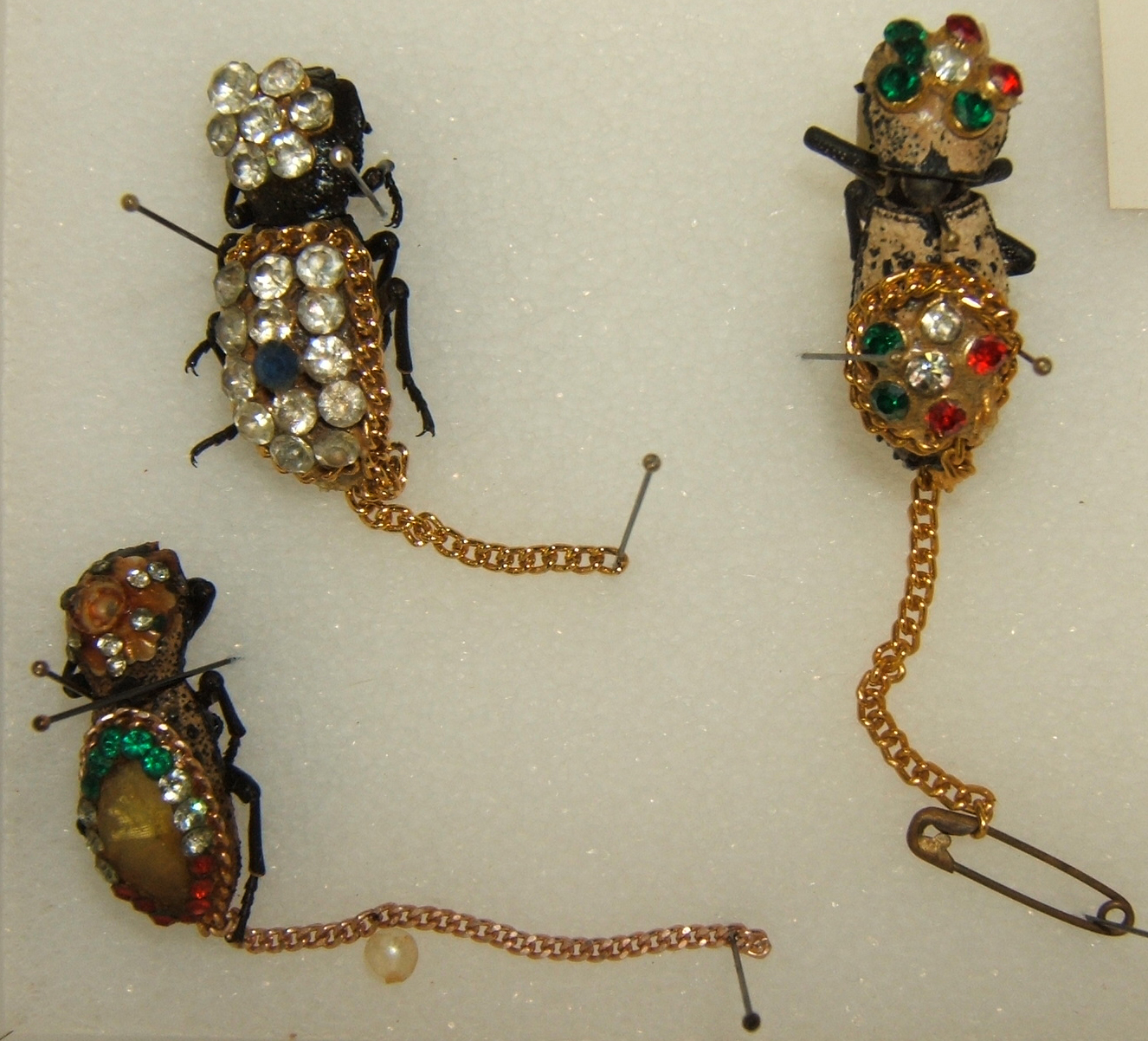
Brouci čeledi Zopheridae se používají jako šperky